# 3760 Poutanen
3760 Poutanen (1984 AQ) là một tiểu hành tinh vành đai chính được phát hiện ngày 8 tháng 1 năm 1984 bởi E. Bowell ở Flagstaff (AM).